# Daniel Ortega
José Daniel Ortega Saavedra (La Libertad, Chontales, 11. studenoga 1945.), predsjednik Nikaragve u razdoblju od 1985. – 1990., nikaragvanski je političar. Pobijedio je na predsjedničkim izborima 2006. godine. Dužnost predsjednika republike preuzeo je od dotadašnjeg predsjednika Enriquea Bolañosa.
Vodio je Sandinistički front narodnog oslobođenja. Na predsjedničkim izborima, održanim 5. studenoga 2006. godine, pobijedio je ostale protukandidate s 37,99% glasova. 